# RMS Carpathia
O RMS Carpathia foi um navio de passageiros britânico operado pela Cunard Line e construído pelos estaleiros da Swan Hunter & Wigham Richardson. Sua construção começou em setembro de 1901, sendo lançado ao mar em agosto de 1902 e realizando sua viagem inaugural em maio de 1903. O Carpathia foi projetado para transportar imigrantes do Leste Europeu e pessoas da classe média, oferecendo um conforto maior do que outros navios da época. Uma primeira classe acabou adicionada em 1905, porém a terceira ainda mantinha a maioria dos lugares.
Depois de nove anos de serviço sem nenhum grande incidente, o Carpathia captou os pedidos de socorro do RMS Titanic na madrugada do dia 15 de abril de 1912 enquanto fazia sua rotineira travessia de Nova Iorque para Fiume na Áustria-Hungria. O capitão Arthur Rostron mudou o curso de seu navio para ir ao resgate do Titanic, preparou toda sua tripulação e conseguiu fazer com que a embarcação quebrasse seu próprio recorde de velocidade. O Carpathia resgatou os poucos mais de setecentos sobreviventes ao amanhecer, retornando para Nova Iorque no dia 18 de abril. A imprensa da época e vários passageiros do Titanic consideraram Rostron e sua tripulação como heróis.
O Carpathia continuou seu serviço comercial até o início da Primeira Guerra Mundial, quando foi convocado para atuar como navio de transporte de tropas. Ele acabou sendo torpedeado pelo submarino alemão SM U-55 em 17 de julho de 1918 e naufragou, com cinco pessoas morrendo no naufrágio. Seus destroços foram encontrados em 2000 pelo explorador Clive Cussler e sua companhia a National Underwater and Marine Agency.

## Características

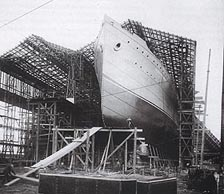
O Carpathia em construção, 1902.

A construção do Carpathia começou em 10 de setembro de 1901 nos estaleiros da Swan Hunter & Wigham Richardson em Wallsend. Seu casco foi construído na cor branca e ele foi lançado ao mar em 6 de agosto de 1902. Seu processo de equipagem começou imediatamente dentro de uma doca seca, estando completo e pronto para servir dez meses depois. Tal como seus irmãos SS Ivernia e RMS Saxonia, o Carpathia teve seu casco pintado de preto, sua superestrutura de branco e sua chaminé vermelha com o topo preto, as cores da Cunard Line.
O Carpathia tinha 170 metros de comprimento por 19 metros de largura, tendo uma arqueação bruta de aproximadamente treze mil toneladas. Ele não foi concebido como um transatlântico de luxo, mas sim para transportar principalmente passageiros de segunda e terceira classe. Ambas as classes forneciam um conforto considerável para a época. Os ocupantes da segunda classe tinham acesso a uma biblioteca, sala de fumar e uma sala de jantar. A terceira classe tinha as mesmas instalações, com exceção da biblioteca. Uma pequena primeira classe foi posteriormente adicionada em 1905.
Sua capacidade original era de 1704 passageiros, porém após uma reforma em 1905 ela aumentou para 2550. Como posterior navio de transporte de tropas durante a Primeira Guerra Mundial, o Carpathia foi adaptado para transportar até três mil homens e mil toneladas de suprimentos, ou mil homens com cavalos. A embarcação também tinha uma pequena orquestra, com dois de seus músicos, Theodore Brailey e Robert Bricoux, posteriormente integrando a orquestra do RMS Titanic.
O Carpathia era impulsionado por duas hélices de três lâminas movidas por dois motores de quádrupla expansão com oito cilindros cada, permitindo alcançar uma velocidade média de 14 nós (26 km/h). No entanto, na noite do naufrágio do Titanic, o navio conseguiu chegar a uma velocidade recorde de 17,5 nós (32,4 km/h).

## História

### Início
O Carpathia realizou sua viagem inaugural de Liverpool, Inglaterra, para Boston nos Estados Unidos em 5 de maio de 1903, parando no meio do caminho em Queenstown na Irlanda. Sua primeira viagem tinha sido adiada por causa de uma greve durante os estágios finais de sua construção. Depois disso ele serviu na rota Nova Iorque para Liverpool durante o verão, e na rota Nova Iorque para Fiume na Áustria-Hungria e depois até Trieste na Itália na época de inverno. Em 1905 o navio passou por uma reformulação que adicionou uma pequena primeira classe e aumentou consideravelmente as instalações da terceira.
O Carpathia serviu à Cunard Line durante seus primeiros nove anos de vida de maneira tranquila e eficiente, sem se envolver em nenhum incidente digno de nota. Desde seu lançamento ele recebeu pouca atenção por parte da imprensa, estando na sombra dos grandes transatlânticos da época como o SS Kaiser Wilhelm der Grosse, RMS Lusitania, RMS Mauretania e RMS Olympic.

### Naufrágio doTitanic

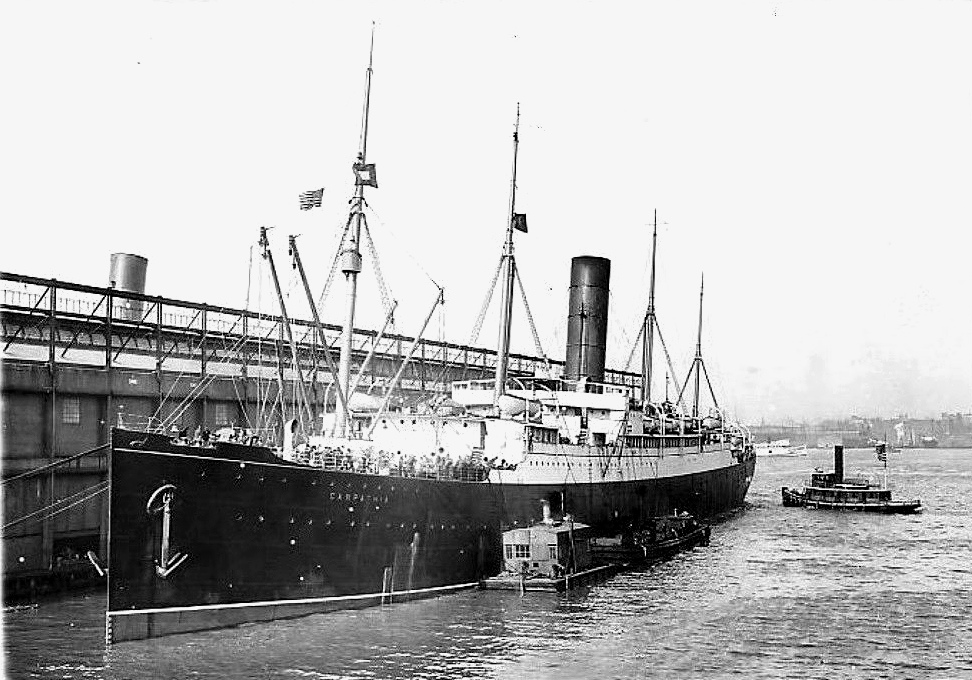
O Carpathia em Nova Iorque depois de desembarcar os sobreviventes do Titanic, 19 de abril de 1912.

O Carpathia deixou Nova Iorque em 11 de abril de 1912 com destino a Fiume sob o comando do capitão Arthur Rostron, que havia assumido a embarcação em janeiro. A bordo estavam apenas 743 passageiros, com sua terceira classe estando praticamente vazia. Por volta da meia noite do dia 14 para o 15 de abril, o operador de rádio Harold Cottam ainda estava de serviço se preparando para ir dormir quando captou os pedidos de socorro do RMS Titanic, que estava afundando depois de colidir com um iceberg. Cottam informou o primeiro oficial e ambos foram acordar o capitão Rostron em sua cabine para lhe darem a notícia.
Naquele momento o navio estava a aproximadamente 93 km de distância do Titanic. Após um breve momento de descrença, Rostron mudou o curso de sua embarcação para ir ao resgate e ordenou velocidade total para a casa de máquinas, convocando todos os foguistas para trabalhar e cortando o aquecimento interno do navio para que mais vapor fosse utilizado pelos motores. Em seguida ele deu ordens para que todo o Carpathia fosse preparado para receber os sobreviventes, limitando os passageiros em suas cabines, preparando camas, cobertores e comida, convocando os três médicos de bordo e estabelecendo pontos de primeiros socorros nos restaurantes, armando as cordas e botes salva-vidas e designando as funções que cada tripulante iria desempenhar.

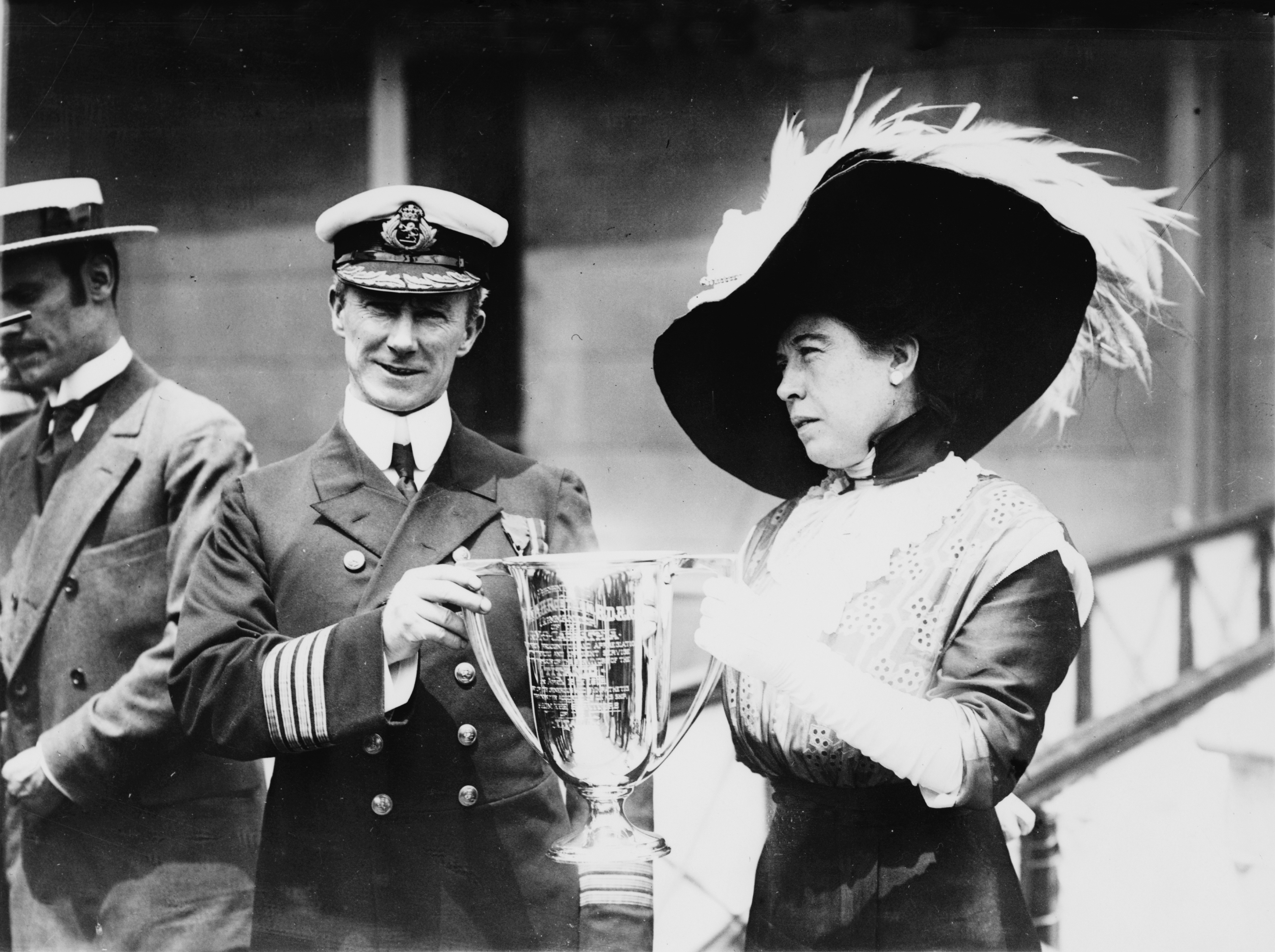
Margaret Brown presenteando Arthur Rostron com uma taça pelo resgate dos sobreviventes do Titanic, 19 de maio de 1912.

O Carpathia conseguiu atingir uma velocidade de 17,5 nós (32,4 km/h) durante sua corrida em direção ao Titanic, quase três nós acima de sua velocidade habitual. Mesmo assim ele demorou quatro horas para chegar ao local, com seu progresso sendo perturbado por vários icebergs no caminho. No percurso o navio também entrou em contato com outras embarcações que estavam na área, incluindo o Olympic, irmão do Titanic. O Carpathia chegou ao local por volta dàs 3h30min e avistou o primeiro bote salva-vida às 4h00min; este era o nº 2, que foi resgatado dez minutos depois. O primeiro sobrevivente a embarcar foi o quarto oficial Joseph Boxhall, que anunciou oficialmente para Rostron o naufrágio do Titanic.
O resgate continuou pelas quatro horas seguintes, com treze botes tendo sido recuperados e pouco mais de setecentas pessoas; o último sobrevivente a embarcar foi o segundo oficial Charles Lightoller. Rostron logo percebeu que o Carpathia não tinha condições de continuar sua viagem para a Europa e cuidar dos sobreviventes, decidindo então retornar para Nova Iorque. Durante a volta o capitão também recusou a proposta do capitão Herbert Haddock do Olympic de transferir os sobreviventes para seu navio. A bordo, Cottam foi auxiliado em seu trabalho de repassar listas de sobreviventes por Harold Bride, operador de rádio sobrevivente do Titanic. O Carpathia chegou em Nova Iorque em 18 de abril, sendo recebido por milhares de pessoas.
Logo em seguida vários tripulantes foram convocados para testemunhar no inquérito norte-americano sobre o naufrágio, dentre eles Rostron e Cottam. Depois disso o capitão, em nome de toda a tripulação, foi presenteado pela sobrevivente Margaret Brown com uma taça especial em reconhecimento dos esforços do Carpathia no resgate. Rostron também foi convidado para um jantar na Casa Branca pelo presidente William Howard Taft e recebeu a Medalha de Ouro do Congresso. Anos depois, quanto perguntado como o Carpathia conseguiu atravessar um campo de gelo com uma velocidade muito acima da que havia sido originalmente construído, Rostron respondeu dizendo que "Outra mão diferente da minha estava no leme naquela noite".

### Primeira Guerra
O Carpathia continuou seu serviço comercial durante a Primeira Guerra Mundial entre Liverpool, Boston e Nova Iorque, também realizando viagens de transporte de tropas da América do Norte para a Europa. Ele frequentemente viajava em comboios com vários navios, tendo em muitas ocasiões escapado de situações perigosas e ataques de torpedos disparados por submarinos U-Boot alemães.

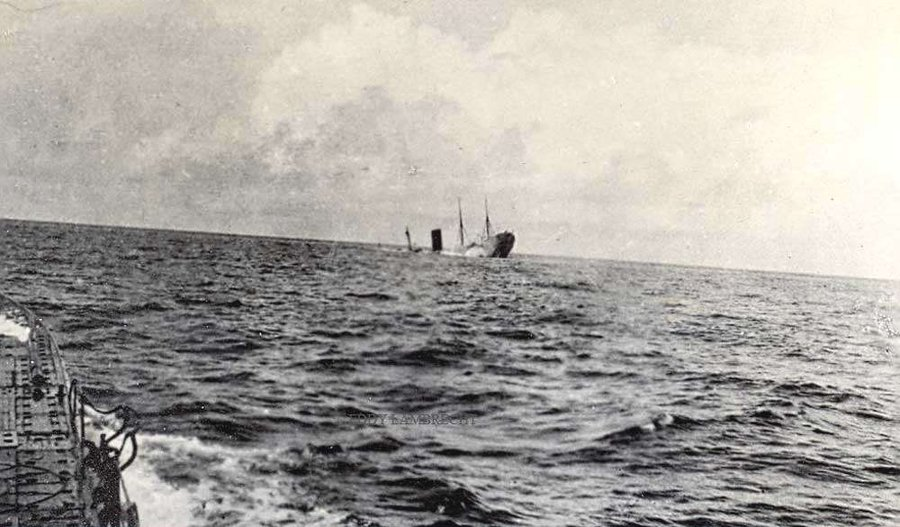
O Carpathia afundando depois de ter sido torpedeado pelo U-55, 17 de julho de 1918.

Deixou Liverpool em 15 de julho de 1918 em um comboio. As embarcações se dividiram dois dias depois em 17 de julho e o Carpathia ficou na liderança de um grupo de sete navios. Naquele mesmo dia ele foi avistado pelo submarino alemão SM U-55 que estava navegando perto da costa da Irlanda. Ele então disparou torpedos contra a embarcação; o primeiro acertou entre o depósito de carga nº 4 e o depósito de carvão, e o segundo atingiu a sala de máquinas matando cinco pessoas e ferindo seriamente outras duas. Além disso, as explosões destruiram seus sistemas elétrico e de rádio, além de dois botes salva-vidas.
O capitão William Prothero ordenou uma evacuação imediata, sinalizou com bandeiras sua situação para os outros navios fugirem e lançou fogos de artifício a fim de chamar embarcações de patrulha. O Carpathia começou a afundar pela proa e adernando para bombordo. Onze botes foram lançados com todos os passageiros e tripulantes a bordo, com exceção dos oficiais sêniors e dos artilheiros que ficaram para trás destruindo documentos importantes. Prothero chamou um bote para perto depois de completar suas tarefas e os tripulantes restantes se salvaram.
Uma hora depois o U-55 foi avistado novamente e disparou um terceiro torpedo, acertando o compartimento nº 5. O Carpathia naufragou totalmente dez minutos depois, duas horas e trinta minutos após o primeiro impacto. O submarino foi avistado mais uma vez quinze minutos depois, desta vez indo em direção dos botes, porém o HMS Snowdrop chegou e afugentou o U-55, resgatando os sobreviventes. Das 280 pessoas que estavam a bordo, 275 sobreviveram.

## Destroços

Pintura por Stuart Williamson dos destroços do Carpathia.

Os destroços de um navio que se acreditava ser o Carpathia foram descobertos em 9 de setembro de 1999 por uma equipe liderada por Graham Jessop. Ele estava localizado a 160 metros de profundidade e a 298 quilômetros ao oeste de Land's End. No entanto, o tempo ruim forçou Jessop a abandonar os destroços antes de poder verificar a descoberta com câmeras subaquáticas. Ao voltar posteriormente ao local, os destroços mostraram-se na verdade pertencer ao SS Isis da Hamburg-Amerika Linie, que havia afundado em 8 de novembro de 1936.
Os verdadeiros destroços do Carpathia foram descobertos em 2000 por Clive Cussler e sua companhia, a National Underwater and Marine Agency. Ele está localizado numa profundidade de 150 metros e 190 km ao oeste de Fastnet Rock na Irlanda. Um ano depois da descoberta os destroços foram comprados pela RMS Titanic Inc. (detentora dos direitos de exploração do Titanic), que posteriormente os revendeu em 2007 para a Seaventures.
O Carpathia jaz no fundo do mar ereto e levemente pendendo para estibordo. Atualmente ele está começando a ruir, com sua proa estando a apenas alguns metros acima do chão oceânico. As partes centrais estão em melhores condições e a popa está quase intacta. Por estar em um lugar remoto, os destroços foram explorados muito poucas vezes desde sua descoberta, porém alguns artefatos conseguiram ser recuperados.